# Иоанн (Лудищев)
Игу́мен Иоа́нн (в миру Дми́трий Влади́мирович Луди́щев; род. 23 февраля 1974, Красноармейск, Московская область) — священник Русской православной церкви, наместник Сретенского монастыря, ректор Сретенской духовной академии.

## Биография
27 января 1989 года в Никольском храме села Царёво Пушкинского района Московской области принял крещение с именем Димитрий в честь преподобного Димитрия Прилуцкого (день молитвенной памяти — 11/24 февраля).
После окончания в 1991 году средней общеобразовательной школы поступил в Московский медицинский стоматологический институт им. Н. А. Семашко, который окончил в 1997 года с присвоением квалификации: «Врач по специальности „Лечебное дело“». Затем два года обучался в ординатуре при кафедре инфекционных болезней в инфекционной клинической больнице № 2 города Москвы.
В 1999 году вступил в братию Сретенского монастыря в Москве, тогда же вместе с другими насельниками обители в числе первого набора поступил в Сретенское высшее православное монастырское училище. 17 июля 2001 года в период его обучения Священный синод данное учебное заведение было преобразовано в Сретенское духовное училище, а 26 декабря 2002 года — в Сретенскую духовную семинарию. Во время обучения в Семинарии освоил программу специалитета в НЧОУ ВПО «Университет Натальи Нестеровой (институт)» (присуждена квалификация «Религиовед, преподаватель» по специальности «Религиоведение»).
Полученная в миру профессия пригодилась монастырской братии: в течение пяти лет он трудился врачом при медицинском кабинете обители. Одновременно исполнял и другие послушания: работал на книжном складе, в казначействе монастыря.
2 января 2003 года наместником Сретенского монастыря архимандритом Тихоном (Шевкуновым) был пострижен в монашество с именем Иоанн в честь святого праведного Иоанна Кронштадтского. 7 апреля того же года в Богоявленском кафедральном соборе города Москвы митрополитом Солнечногорским Сергием (Фоминым) был рукоположен в сан иеродиакона, а 28 декабря 2003 года — во Владимирском соборе Сретенского монастыря архиепископом Орехово-Зуевским Алексием (Фроловым) в сан иеромонаха.
Окончил Сретенскую духовную семинарию в 2004 году, защитив дипломную работу на тему «Основные проблемы современного человека в письмах и назиданиях духовников XX века», которая в 2007 году была издана в издательстве Сретенского монастыря.
В 2004 году был назначен проректором Сретенской духовной семинарии и благочинным Сретенского монастыря. Эти обязанности он исполнял вплоть до мая 2018 года. До 2018 года в Сретенской семинарии не было разделения обязанностей между несколькими проректорами, был один проректор, который и занимался всеми вопросами — и учебными, и научными, и вопросами воспитания семинаристов. Иеромонах Иоанн находил возможность уделить внимание и всем студентам, число которых с каждым годом только увеличивалось, и всем преподавателям, в общении с которыми он был всегда предельно уважителен, порядочен и любезен. Так, личным примером у отца Иоанна неизменно получалось учить воспитанников Сретенской духовной школы доброму и внимательному отношению к окружающим.
Именно в это время семинария вошла в число ведущих духовных школ Русской Православной Церкви. Для преподавания в ней в разное время были приглашены протоиерей Владислав Цыпин, протоиерей Владимир Вигилянский, протоиерей Вадим Леонов, протоиерей Олег Стеняев, протоиерей Александр Задорнов, ведущие специалисты в области богословия, истории Церкви и гуманитарных наук — профессора и доценты: А. И. Сидоров, А. К. Светозарский, А. Н. Ужанков, Л. И. Маршева, О. Ю. Васильева, В. М. Кириллин, А. М. Белов, П. К. Доброцветов, Р. М. Конь и мн.др.
14 мая 2018 года епископ Егорьевский Тихон (Шевкунов) был назначен епископом Псковским, в связи с чем 19 мая 2018 года Патриарх Московский и всея Руси Кирилл назначил иеромонаха Иоанна (Лудищева) исполняющим обязанности наместника Сретенского монастыря. Для несения нового возложенного послушания отец Иоанн оставил должность проректора Сретенской семинарии, но при необходимости продолжал участвовать в жизни каждого студента.
14 сентября 2018 года указом Патриарха Кирилла в дополнение к несомому послушанию назначен настоятелем храма Живоначальной Троицы у Салтыкова моста города Москвы.
В период его первого наместничества монастырь и семинария продолжали жить по многолетним традициям, оставаясь единым целым. В это время продолжались развиваться начатые еще митрополитом Тихоном проекты: вели свою работу просветительский и паломнический центры Сретенского монастыря, издательство обители, развивалась социальная деятельность и мн. др. Дважды, 14 февраля и 14 марта 2019 года, Сретенский монастырь посещал Патриарх Московский и всея Руси Кирилл. Он высказывал слова благодарности исполняющему обязанности наместника за труды на благо святого места. Неоднократно приезжали в монастырь для служения и викарии Патриарха. В это время к завершению подошло строительство новой трапезной, начатое ещё в 2016 году, по-новому преобразилась территория обители. Важным событием стало издание подарочного альбома о Сретенском монастыре. Он посвящен 25-летию возрождения обители и включает в себя уникальные фотографии разных лет.
30 августа 2019 года решением Священного синода РПЦ наместником Сретенского монастыря в Москве и ректором Сретенской духовной семинарии назначен архиепископ Амвросий (Ермаков).
29 декабря 2019 года указом Патриарха Кирилла освобождён от должности настоятеля храма Живоначальной Троицы у Салтыкова моста г. Москвы с выражением благодарности за понесенные труды.
В марте 2020 года поступил в братию Псково-Печерского монастыря.
25 августа 2020 года решением Священного Синода РПЦ архиепископ Амвросий (Ермаков) был переведён на Тверскую епархию с освобождением должности наместника Сретенского монастыря в Москве и ректора Сретенской духовной семинарии. Исполняющим обязанности ректора Сретенской духовной семинарии назначен протоиерей Максим Козлов, а иеромонах Иоанн (Лудищев) был назначен наместником Сретенского монастыря. В тот же день патриархом Кириллом утверждён в должности проректора по воспитательной работе Сретенской духовной семинарии.
23 октября 2020 года указом Патриарха Кирилла в дополнение к несомому послушанию назначается настоятелем храма Живоначальной Троицы у Салтыкова моста города Москвы.
13 апреля 2021 года Священный Синод Русской Православной Церкви постановил открыть в Сретенской духовной семинарии программу подготовки кадров высшей квалификации — программу подготовки научно-педагогических кадров в аспирантуре. В связи с этим духовному учебному заведению было присвоено наименование «Академия».
21 декабря 2021 года в Санкт-Петербургской духовной академии защитил диссертацию на тему «Московский Сретенский монастырь в контексте социально-экономической и религиозной истории Москвы в XVIII — начале XX вв.». Диссертация представляла собой первое комплексное исследование общей организации, социального состава и основных направлений деятельности Сретенского монастыря в XVIII — начале XX вв. По итогам тайного голосования диссертационный совет присудил иеромонаху Иоанну (Лудищеву) учёную степень кандидата богословия. За положительное решение единогласно проголосовало 23 участника.
18 июля 2022 года за богослужением в Троице-Сергиевой лавре Патриархом Кириллом возведён в сан игумена с вручением игуменского посоха.
29 декабря 2022 года решением Священного синода Русской православной церкви назначен исполняющим обязанности ректора Сретенской духовной академии и введён в состав Издательского совета Русской православной церкви. 20 марта 2025 года утвердён в должности ректора Сретенской духовной академии.

## Публикации
- Проблемы современного человека в письмах духовников XX века. — М.: Сретенский монастырь, 2007. — 127 с. — ISBN 978-5-7533-0086-7
- История Сретенского монастыря в период от учреждения Святейшего Синода до 1786 года // Сретенский сборник. Научные труды преподавателей СДС. — 2010. — Вып. 1. — С. 171—254.
- Материалы к изучению истории Сретенского монастыря // Сретенский сборник. Научные труды преподавателей СДС. — 2010. — Вып. 2. — С. 244—402.
- Архимандрит Серафим (Богоявленский) — настоятель Сретенского монастыря (1884—1890) // Традиции и современность. — 2010. — №  10. — С. 172—189.
- История московского Сретенского монастыря: 1919—1923 гг. // Сретенский сборник. Научные труды преподавателей СДС. — 2012. — Вып. 3. — С. 245—324.
- Сретенский монастырь в 1924 г.: (По документам архива) // Сретенский сборник. Научные труды преподавателей СДС. — 2013. — Вып. 4. — С. 188—203.
- Жизнеописание святителя Гурия (Степанова): 1919—1937 годы (по архивным материалам) // Сретенский сборник. Научные труды преподавателей СДС. — 2013. — Вып. 4. — С. 204—255.
- Мученик за веру архимандрит Сергий (Плаксин) — наместник Сретенского монастыря // Сретенский сборник. — 2014. — Вып. 5. — С. 366—376.
- Архивные материалы о приходе и общине Сретенского монастыря в 1925 году // Сретенский сборник. Научные труды преподавателей СДС. — 2015. — Вып. 6. — С. 228—249.
- Епитимья в пастырской практике // Сретенский сборник. Научные труды преподавателей СДС. — 2017. — Вып. 7—8. — С. 71—124.
- К вопросу о преобразовании Московского Сретенского монастыря в миссионерскую обитель // Вестник Исторического общества Санкт-Петербургской Духовной Академии. — 2021. — №  1 (6). — С. 287—294.
- Духовно-просветительская деятельность Московского Сретенского монастыря при архимандрите Серафиме (Богоявленском) (1884—1890) // Вестник Исторического общества Санкт-Петербургской Духовной Академии. — 2021. — №  3 (8). — С. 178—185.
- Братия Московского Сретенского монастыря в 1830—1850-х годах // Христианское чтение. — 2022. — №  2. — С. 326—334.